# Wimund
Wimund  (fl. c. 1130–c. 1150) est un évêque et prétendant au trône d'Écosse qui devint un aventurier et pirate après 1147. Son histoire est parvenue jusqu'à nos jours grâce à l'historien anglais William de Newburgh dans Historia rerum anglicarum dont le Livre I, chapitre 24 est titré « De l'évêque Wimund, sa vie à ne plus être un évêque et comme il fut privé de sa vue »

## Biographie

### Origines
Selon William de Newburgh, Wimund serait né « dans un endroit obscur de l'Angleterre ». Il fut élevé à l'abbaye de Furness, fondée en 1123–1127 par celui qui deviendra le roi Étienne d'Angleterre. Wimund aurait pu faire partie de ceux envoyés de Furness pour fonder un établissement religieux à Rushen sur l'Île de Man à la requête d'Olaf Ier de Man, le roi des Îles, en 1134.
Toutefois, comme  William de Newburgh le précise, Wimund proclamait être le fils du Mormaer de Moray. William, et les auteurs postérieurs mettent en doute les prétentions de  Wimund. Les chercheurs modernes sont cependant plus enclins à considérer comme sérieuse cette revendication. Plusieurs estiment que Wimund était un fils de Óengus de Moray (mort en 1130), petit-fils du roi Lulach mac Gille Coemgáin.
Néanmoins, son lien avec la Cumbria permet aussi d'avancer la supposition que Wimund soit un fils, peut-être illégitime, de William fitz Duncan, lui-même fils du roi Donnchad mac Maíl Coluim, né avant qu'il ne rejoigne la cour de son oncle en Écosse. William contrôlait en effet de vastes domaines en  Cumbria du droit de sa mère, Octreda ou Etheldra, fille de Gospatrick de Northumbrie, de plus on estime qu'il aurait été investi comme  Mormaer ou comte de Moray entre la mort de Óengus en 1130 et son propre décès en 1147,,.

## Wimund évêque et prétendant
Wimund est élu comme évêque des îles avec l'accord  d'Olaf Ier de Man et se dénomme lui-même évêque « sancta ecclesia de Schilt  » c'est-à-dire de la « sainte église de Skye ». Sa fonction lui permet de mettre en œuvre ses ambitions politiques dans la décennie 1140. Certains historiens estiment qu'il proclame ses prétentions des 1134-1142 avec le Moray pour premier objectif. Il engage ensuite le combat contre le pouvoir royal de David Ier pour se saisir du trône. Il est finalement capturé chassé de son évêché et aveuglé. Il est enfin enfermé jusqu'à sa mort dans l'abbaye de Byland dans le Yorkshire où le souvenir de ses exploits passés lui causaient occasionnellement de très fortes crises d’excitation.